# Visserbrug (Groningen)
De Visserbrug, vroeger ook wel Kranepijp, Krane(poorten)brug of Mosselbrug genoemd, is een basculebrug over de A in de Nederlandse stad Groningen. De brug verbindt de Visserstraat in het A-kwartier (Binnenstad Groningen) aan oostzijde met de Verlengde Visserstraat in het westen. Ten zuiden ligt de Abrug.

## Geschiedenis
Vermoedelijk rond 1470 of 1517 werd ter plaatse voor het eerst een brug over de A gelegd. Deze vermoedelijk houten nijerbruggenpoorte lag aan buitenzijde van de nieuwe Lutke Kranepoort. Deze brug werd vermoedelijk in of iets voor 1568 gesloopt, toen op bevel van Alva en Verdugo het rondeel ter plaatse moest worden versterkt. De brug werd toen vervangen door de Kranepijp of 'westerboog', een waterpoort tussen de A en het Reitdiep, die middels een sluitboom kon worden afgesloten. 
Na de aanleg van de nieuwe vestingwerken in de jaren 1610-20 en de bouw van de nieuwe Kranepoort werd deze Kranepijp steeds meer als een belemmering gezien: het jacht van de Kamer van de WIC kon er maar moeilijk onderdoor en beschadigde meerdere keren de poort. Op de kaart van Haubois uit 1633 was de pijp daarom weer vervangen door een nieuwe houten brug, die eerst de naam Kranepijp behield, maar vervolgens ook wel Kranepoortenbrug werd genoemd. Deze brug was in het midden versmald en vermoedelijk uitneembaar, zodat schepen met staande mast konden binnenvaren. In de 18e eeuw is er sprake van een houten draaibrug. In 1852 werd ter plaatse de eerste ijzeren draaibrug van Groningen gelegd. Om het brakke water van het Reitdiep uit de stad te kunnen weren en het binnenwater in drogere perioden binnen te kunnen houden werden in 1636 de Kleine Spilsluizen aangelegd bij de Visserbrug. Deze deden dienst tot in 1876 het Reitdiep werd afgesloten met de provinciale dijk. 
In 1881 werd vanwege het grotere scheepvaartverkeer besloten om de doorgang naar de Zuiderhaven wat te verbreden en te verdiepen. Er werd toen opnieuw een nieuwe ijzeren draaibrug gelegd. In 1914 werd deze doorgang alweer als te smal ervaren, waarbij ook gedacht werd aan een ander soort brug. Door de Eerste Wereldoorlog en de oplopende inflatie werden de plannen daarvoor echter eerst uitgesteld. In 1918 werd de brug in afwachting van nieuwe plannen alvast verwijderd en vervangen door een tijdelijke klapbrug iets noordelijker. Na veel problemen werd deze nieuwe elektrisch bedienbare basculebrug uiteindelijk in 1922 in gebruik genomen. Aan westzijde werd toen ook het brugwachtershuisje gebouwd. In 1945 werd de brug tijdens de bevrijding van Groningen opgeblazen door de Duitsers. Daarbij werd ook het westelijke bruggehoofd zwaar beschadigd. Door materiaalgebrek kon de nieuwe brug pas in gebruik worden gesteld in 1947. De brug kreeg toen ook haar huidige naam.